# Malapropismus
Ein Malapropismus bezeichnet die Verwendung eines ähnlich klingenden, aber auf andere Bedeutungen zielenden Wortes oder Wortbestandteils. Es handelt sich zumeist um bewusste Wortspiele, kann aber auch auf unabsichtliche Verhörer zurückgehen. Oft handelt es sich dabei um Fremdwörter, wobei das Ersatzwort keinen im Zusammenhang stehenden Sinn ergibt und das Ergebnis in der Folge witzig, absurd oder komisch wirken kann. Im Gegensatz zur Verballhornung wird das Ausgangswort nicht nur lautlich, sondern auch in seiner Semantik verändert. Im Gegensatz zum Schnodderdeutsch sind Malapropismen nicht einem bestimmten Jargon zugehörig.
Malapropismen stehen der Situationskomik nahe, werden aber auch literarisch gezielt verwendet. Zahlreiche Malapropismen haben inzwischen als Floskeln und Anti-Sprichwörter Eingang in die Umgangssprache gefunden.

## Etymologie
Das Wort „Malapropismus“ leitet sich von der Figur der Mrs. Malaprop aus Richard Brinsley Sheridans Stück Die Rivalen (1775) ab. Diese verwendet gezielt lange und umständliche Wörter, um den Eindruck der Gelehrsamkeit zu erwecken, gebraucht sie aber wegen mangelnder Sprachbeherrschung falsch. Der Name „Malaprop“ ist abgeleitet vom französischen mal à propos („unangemessen“) und demnach ein sprechender Name.

## Beispiele
- „Meine Güte, ist das eine Syphilisarbeit.“ (statt: Sisyphosarbeit)
- „Frau Stöhr nannte ihn einen ‚Geld-Magneten‘ (Magnat! Die Fürchterliche!).“ (Thomas Mann, Der Zauberberg)
- „Schließlich erging Frau Stöhr sich längere Zeit über eine ‚kosmische Anstalt‘, die sich drunten im Ort befinde, und in der sie ihr Zahnwasser kaufe …“ (statt: kosmetisch, ebenda)
- „Er hat sich geschickt aus der Atmosphäre gezogen.“ (statt: Affäre)
- „Sie ist eine Konifere auf ihrem Fachgebiet.“ (statt: Koryphäe)
- „Ich tu’s ja nicht wegen des schnöden Mammuts.“ (statt: Mammons)
- „Wir sollten da ein Exemplar stationieren.“ (statt: ein Exempel statuieren)